# Понгаи
Понгаи́ (порт. Pongaí) — муниципалитет в Бразилии, входит в штат Сан-Паулу. Составная часть мезорегиона Бауру. Входит в экономико-статистический микрорегион Бауру. Население составляет 3776 человек на 2006 год. Занимает площадь 183,382 км². Плотность населения — 20,6 чел./км².

## Статистика
- Валовой внутренний продукт на 2003 составляет 49 555 948,00 реалов (данные: Бразильский институт географии и статистики).
- Валовой внутренний продукт на душу населения на 2003 составляет 13 257,34 реала (данные: Бразильский институт географии и статистики).
- Индекс развития человеческого потенциала на 2000 составляет 0,794 (данные: Программа развития ООН).